# Інформаційна послуга
Інформаці́йні по́слуги (англ. Information services)  — послуги, орієнтовані на задоволення інформаційних потреб користувачів шляхом надання певної інформації. Дії суб'єктів (власників) щодо забезпечення користувачів програмними продуктами. Це здійснення у визначеній законом формі інформаційної діяльності по доведенню інформаційної продукції до споживачів з метою задоволення їх інформаційних потреб.
Інформаційною послугою є діяльність з надання інформаційної продукції споживачам з метою задоволення їхніх потреб. (друге речення частини 1 статті 23 Закону України «Про інформацію»)